# ПН спој
ПН спој је физички јединствен комад полупроводника у који су, на једном крају контролисано убачене примесе П–типа, а на другом крају примесе Н-типа. Овај полупроводнички кристал чини јединствену, непрекидну целину, где је и на прелазу сачуван континуитет кристалне решетке и представља ПН спој. У овом кристалу један део је полупроводник П типа, а други полупроводник Н типа и зато је у њему неравномерна расподела примеса, односно неравномерна (нехомогена) расподела носилаца наелектрисања.

## Својства
ПН спој је основни градивни део од кога зависи рад свих полупроводничких уређаја, a најпростији елемент је диода која има само један ПН спој.

## Функционисање
Због разлике у концентрацијама потећи ће дифузиона струја у том полупроводнику. Шупљине које се налазе у огромном броју у П области полупроводника, дифузионо ће се кретати ка Н области, где је њихова концентрација занемарљиво мала. Електрони ће се, из истих разлога, дифузионо кретати из Н ка П области полупроводника. Када шупљине уђу у Н област, доћи ће до рекомбинације великог броја тих шупљина са слободним електронима који се тамо налазе. Зато у Н делу области који се налази непосредно до П области нема слободних електрона (ишчезли су рекомбинацијом), па се ту налазе некомпензовани, непокретни, позитивно наелектрисани јони донора. Због тих јона нарушена је електрична неутралност и тај део Н области, непосредно до П области је позитивно наелектрисан. Електрони дифундују из Н области у П област, ту се иза границе споја рекомбинују са слободним шупљинама и узрокују стварање негативно наелектрисане области у којој се налазе некомпензовани јони. Некомпензовани негативно наелектрисани јони акцептора и некомпензовани позитивно наелектрисани јони донора чине просторно наелектрисање или просторни товар, па се област у којој се они налазе назива област просторног товара – ОПТ (или прелазна или осиромашена област – нема слободних носилаца; или запречни слој).
На граници споја нарушена је електрична неутралност, па у П подручју постоји негативно, а у Н подручју позитивно просторно наелектрисање. (Ширина ОПТ износи око 1 μm) Као резултат деловања два по знаку супротна наелектрисања, на споју ће се јавити електрично поље усмерено од слоја са позитивним ка слоју са негативним просторним наелектрисањем. Електрично поље постоји само у ОПТ. Електрично поље у ОПТ ствара потенцијалну баријеру (контактну разлику потенцијала) између П и Н подручја, која настоји да врати електроне у Н и шупљине у П подручје. Дејство електричног поља је супротно од дифузионог кретања слободних носилаца наелектрисања (спречава дифузију главних носилаца након успостављања равнотежног стања). У равнотежи се дифузионо кретање (струја већинских носилаца) и кретање под утицајем електричног поља (мањинска струја) изједначују, тако да нема струје кроз полупроводник. Сама по себи, дифузија би се наставила док се концентрације електрона и шупљина не изједначе. Међутим, формирани просторни товар својим електричним пољем тежи да заустави процес дифузије која га је створила. Тако се долази у равнотежу где је величина ОПТ константна. То је динамичка равнотежа: неке валентне везе се раскидају, нове се успостављају, а статистичка средња вредност запреминске густине некомпензованог донорског и акцепторског оптерећења остаје константна. Потенцијална разлика настала на месту нехомогености материјала или на контакту два различита материјала зове се контактна разлика потенцијала.

## Директно поларисан ПН спој
Под поларизацијом ПН споја се подразумева његово прикључење у електрично коло са једносмерним извором. Директно поларисан ПН спој је онај код кога је П област прикључена на позитиван пол спољашњег извора (батерије), а Н област на негативан пол. Струја почиње да тече кроз ПН спој кад споља прикључени напон постане виши од напона потенцијалне баријере. Прикључени напон смањује потенцијалну баријеру, тако нарушавајући равнотежно стање између дифузије и дрифта носилаца преко споја. Због мање разлике потенцијала на споју шупљине се лакше дифузионо крећу из П ка Н области. Услед смањене баријере дифузиона струја кроз ПН спој постаје већа од дрифтовске и кроз ПН спој ће протицати струја.